# Figura di forme geometriche cilindriche (Kodra)
Figura di forme geometriche cilindriche  è un dipinto a olio su tela (60 x 80 cm) realizzato nel 1967 dal pittore Ibrahim Kodra, fa parte della collezione  museale d'arte della Pinacoteca Tosio Martinengo.

## Descrizione
Il dipinto di Kodra, appartiene alla corrente artistica del cubismo e ritrae un personaggio a mezza figura ottenuto con forme cilindriche, dipinte per suggerire le partizioni anatomiche del corpo, tiene fra le mani un oggetto.